# 大塚義孝
大塚 義孝（おおつか よしたか、1931年 - ）は、日本の臨床心理学者・臨床心理士。京都女子大学名誉教授。専門は臨床心理学。
滋賀県生まれ。1992年に博士（学術）（大阪市立大学）。日本における運命心理学の権威であり、実験衝動診断法（ソンディ・テスト）の第一人者である。

## 経歴
- 金沢大学法文学部哲学科（心理学専攻）卒業。
- 佛教大学大学院教授、帝塚山学院大学大学院教授などを歴任。
- 現在、財団法人日本臨床心理士資格認定協会専務理事。